# Cilene Drewnick
Cilene Falleiro Rocha Drewnick (Brasília, 19 de junho de 1967) é uma ex-voleibolista indoor brasileira que atuou em clubes nacionais e internacionais, desempenhou a função de Ponta, com alcance de 300cm no ataque e 287 cm no ataque, que representou a Seleção Brasileira na conquista da medalha de ouro no Campeonato Sul-Americano Juvenil de 1984 no Peru e medalhista de prata no Campeonato Sul-Americano Juvenil de 1986 no Brasil, sagrou-se também medalhista de ouro no Campeonato Mundial Juvenil de 1987 na Coreia do Sul.Pela seleção principal conquistou  a medalha de prata na edição dos Jogos Pan-Americanos de Havana de 1991,  disputou a edição dos Jogos Olímpicos de Verão de Barcelona de 1992, sendo semifinalista,  mesmo resultado obtido na primeira edição do Grand Prix de 1993, além de representar o país em uma edição do Campeonato Mundial de 1990, Copa do Mundo  de 1991,  atuando como Líbero  foi medalhista de bronze na Copa dos Campeões no Japão em 1997, também obteve o bicampeonato no Campeonato Sul-Americano nos anos de 1991 e 1997.Em clubes é tricampeã no Campeonato Sul-Americano de Clubes nos anos de 1989, 1990 e 1991, duas vezes medalhista de prata no Campeonato Sul-Americano de Clubes nos anos de 1992 e 1997, além dos títulos do Campeonato Mundial de Clubes de 1991 no Brasil e da Liga dos Campeões da Europa de 1999-00 na Turquia e ainda possui a medalha de prata no Campeonato Mundial de Clubes de 1992 na Itália

## Carreira
Seus primeiros passos no voleibol foram aos 13 anos de idade, e incentivada pelos pais, relevada nas categorias de base do Minas Brasília Tênis Clube, iniciando neste no ano de 1981, despontando posteriormente para outros clubes de renomes no cenário nacional e nestes conseguiu uma carreira brilhante de muitos títulos coletivos e individuais, considerada uma das melhores jogadoras e com destaque a regularidade no passe e saque de sua época de atleta, atuava como Ponta e também Oposto.
Pelo MBTC foi vice-campeã estadual em 1981 e campeã na edição seguinte, além de individualmente foi premiada como a Revelação da edição do ano de 1981 e a Melhor Jogadora da edição do ano de 1982.Depois transferiu-se para  a AABB/DF alcançando o vice-campeonato estadual de 1983 e o título na edição do ano de 1984, novamente eleita a Melhor Jogadora.
Desde 1983 fazia parte das categorias de base da Seleção Brasileira e no ano seguinte serviu a seleção no Campeonato Sul-Americano Juvenil, sediado em Iquitos-Peru, conquistando a medalha de ouro.
Também foi vice-campeã no Campeonato Sul-Americano Juvenil de 1986 em São Paulo-Brasil, no mesmo ano  em preparação para o Campeonato Mundial Juvenil conquistou o título do Torneio Internacional dos Estados Unidos e vice-campeonato no Torneio Internacional da Europa na Itália. Esteve pela seleção no Campeonato Mundial Juvenil de 1987 realizado em Seul-Coreia do Sul, cujo técnico era Marco Aurélio Motta  e alcançou a medalha de ouro.
Ao migrar para São Paulo atuou pela Transbrasil/Pinheiros e por este foi bicampeã do Campeonato Paulista, nos anos de 1985 e 1986, foi eleita a Melhor Jogadora do Campeonato Brasileiro de 1985.Representou a seleção principal na Copa Internacional do Japão e alcançou o vice-campeonato, sendo eleita a Revelação da competição.Em 1987 defendeu as cores do C.A.Pirelli ficando com o vice-campeonato paulista deste ano.
Integrou a forte equipe da Sadia de 1988 a 1991 sagrou-se pentacampeã paulista em 1989, 1990 e 1991, conquistou o tricampeonato nas edições do Campeonato Sul-Americano de Clubes nos anos de 1989, 1990 e 1991, sediados em Santiago-Chile, Buenos Aires-Argentina e Ribeirão Preto-Brasil, respectivamente, assim como o tricampeonato consecutivo da Liga Nacional nas temporadas 1988-89, 1989-90 e 1990-91 e foi eleita a Melhor Jogadora da edição de 1988-89.
Em preparação para o Campeonato Mundial da China de 1990, neste mesmo ano representou  Seleção Brasileira  na conquista do vice-campeonato na Copa Internacional Chinilin em  Zerblovisk-Rússia, também na Copa Internacional de Reggio Calabria na Itália, mas sagrou-se campeã no Torneio Internacional da Alemanha Oriental.Foi novamente convocada para  seleção principal pelo técnico era Inaldo Manta  quando conquistou o bronze no Jogos da Amizade (Goodwill Games)  de 1990 sediado em Seatle-Estados Unidos em preparação a edição do Campeonato Mundial de 1990 em Pequim-China, quando finalizou com a equipe brasileira em sétimo lugar.
Representou a Sadia no  I Campeonato Mundial de Clubes de 1991, realizado em  Osasco-SP, conquistando a medalha de ouro.Pela seleção principal conquistou o vice-campeonato da Copa Internacional de Hong Kong em 1991 e eleita  Melhor Sacadora da competição, mesmo resultado obtido nos Jogos Pan-Americanos de 1991 em Havana-Cuba.
Nesse mesmo ano foi convocada para Seleção Brasileira e conquistou a medalha de ouro no Campeonato Sul-Americano em São Paulo- Brasil e também representando o país na Copa do Mundo do Japão de 1991, quando vestiu a camisa#9 ocupando ao final a oitava posição.
Nas competições do período esportivo 1991-92 foi contratada pela Blue Life/Recra conquistando o título dos Jogos Abertos do Interior  e dos Jogos Regionais em 1991.
Em preparação para Olimpíada de Verão de 1992, disputou a BCV Cup de 1992, mais tarde passou a ser chamada de Montreux Volley Masters, encerrando na sexta posição, e também competiu na Copa Internacional de Tóquio  alcançando a quarta posição, bronze na Copa Internacional Saravia  em Budapest-Hungria e vice-campeã no Torneio Internacional de Havana e neste mesmo ano disputou o Torneio de Torneio de Qualificação para a primeira edição do Grand Prix, realizado em Brasília, alcançando o primeiro lugar.
Integrou a equipe que representou a Seleção Brasileira nos Jogos Olímpicos de Verão de 1992 em Barcelona-Espanha, participando do melhor resultado até então neste evento da modalidade feminina, alcançando o honroso e inédito quarto lugar.Na temporada 1992-93 defendeu as cores do L´ácqua Di Fiori/Minas e por este conquistou a medalha de prata no Campeonato Sul-Americano de Clubes  em São Caetano do Sul-Brasil, e também no Campeonato Mundial de Clubes em Jesi-Itália e eleita a Melhor Recepção da edição. Pela Liga Nacional 1992-93 conquistou o título por essa equipe e eleita a Melhor Jogadora da Liga Nacional.
Pela seleção principal participou da  excursão de exibição no Texas, vice-campeã da BCV Cup de 1993 e integrou também a equipe brasileira na primeira edição do Grand Prix  em 1993, cuja fase final foi em Hong Kong, ocasião vestindo a camisa#9  encerrou na quarta posição e eleita a Melhor Jogadora da competição edição.
Passou a defender as cores do Leite Moça/Sorocaba na jornada 1993-94 quando obteve o título do Campeonato Paulista de 1993, assim como no mesmo obteve os Jogos Abertos do Interior e dos Jogos Regionais e foi semifinalista da Liga Nacional, nomenclatura anterior a Superliga Brasileira A 1993-94.No período esportivo seguinte alcançou apenas a oitava posição na primeira edição da Superliga Brasileira A 1994-95 pelo Cepacol/São Caetano .
Renovou com o São Caetano/Cepacol para as competições seguintes, alcançando a sexta colocação na Superliga Brasileira A 1995-96.No período de 1996-97 permaneceu no mesmo clube que passou por mudanças no patrocinador e surgiu a alcunha Mizuno/Uniban, novamente sob o comando do técnico William Carvalho, sagrou-se vice-campeã do Campeonato Paulista de 1996, também foi  vice-campeã da correspondente Superliga Brasileira A e eleita Melhor Jogadora da competição; e obteve a medalha de prata no Campeonato Sul-Americano de Clubes de 1997 em Medellín pelo Mizuno/Uniban eleita a Melhor Sacadora da edição.
Após anos longos anos fora da Seleção Brasileira, em 1997 voltou atuar na posição de Líbero, conquistando o título e a qualificação para o  Campeonato Mundial de 1998, obtido no Torneio Qualificatório realizado em Buenos Aires-Argentina e em Arequipa-Peru, foi eleita a Melhor Defesa.E ainda pela seleção conquistou o título do Campeonato Sul-Americano de 1997 em Lima-Peru.Foi convocada novamente pelo técnico Bernardo Rezende para disputar a edição da Copa dos Campeões de 1997 no Japão, e alcançou a medalha de bronze.
O Mappin/Pinheiros a contratou para as disputas do calendário esportivo de 1997-98, ocasião que alcançou o bronze no Campeonato Paulista de 1997 e apesar dos problemas internos da equipe alcançou as semifinais e finalizou no quarto lugar.Assinou por mais uma temporada com o Pinheiros, que utilizou a alcunha:Blue Life/Pinheiros e encerrou apenas na sétima colocação da Superliga Brasileira A 1998-99, nesta temporada foi a Melhor Jogadora do Torneio de Macaé de 1998.
Em 1999 foi  jogadora da BCN/Osasco e recebeu proposta de uma revista masculina para posar nua, mas não aceitou.Pelo BCN/Osasco foi vice-campeã  do Campeonato Paulista de 1999.
Em dezembro de 1999 transfere-se pela primeira vez para o voleibol italiano e defendeu na temporada em andamento pelo Foppapedretti Bergamo, equipe composta de grandes estrelas do cenário mundial encerrou na temporada regular em terceiro e avançou as quartas de final da Liga A1 Italiana,mesma fase que alcançou na Copa A1 Itália
e conquistou o título da Supercopa Italiana nesta temporada.
Ainda pelo Foppapedretti Bergamo disputou sob o comando do técnico Marco Bonitta pela primeira vez a edição da Liga dos Campeões da Europa 1999-00, cuja final realizou-se em Bursa-Turquia  e foi eleita a Melhor Líbero da edição e neste clube encerra sua carreira no ano de 2000, devido a uma contusão na panturrilha.
Em 8 de setembro de 2001 nasce sua filha "Nicole" nos EUA, dias depois ocorre os ataques terroristas gerando a tragédia do World Trade Center; esta é fruto de seu casamento com  ex-jogador de basquete Eduardo Drewnick, que atuou pelo Esporte Clube Sírio e Corinthians Sport Club. Após largar as quadras como jogadora se tornou técnica de voleibol do "Sand Spurs Volleyball Club" de Flórida-EUA e formou seu próprio time dois anos mais tarde em Dallas-EUA além do programa de praia em parceria com Todd Rogers e Anjinho.
Em 2009 integra a fundação do Instinc Volleyball Club, onde atua com seu marido e outros profissionais do voleibol mundial e do técnico experiente Antônio Leão, ela atua na formação das categorias de base, passando sua experiência de ex-atleta olímpica e do cenário mundial indoor e sua filha já iniciou no programa.
E neste mesmo ano participou dos treinamentos da  categoria infanto-juvenil da Seleção dos Estados Unidos de Voleibol e  em 2008 também a infanto-juvenil e juvenil da Seleção Brasileira e não parou mais, sendo convidada para ser treinadora em clínicas de voleibol de todo EUA, além do Instinc VBC presta consultoria a clubes do Texas e da Flórida, supervisionando todos os trabalhos de todas as equipes do Sistema Instinct. Além da experiência, ela possui contatos e ótimas relações com programas universitários de alto nível dos EUA, incluindo: Penn State , Nebraska , Hawaii, UCLA e muitos outros, e possui excelentes conexões com os principais líderes da USAV e da Confederação Brasileira de Voleibol.
Na temporada 2010-11 comandou o Instinct 17 Tigers National, na conquista do título do Campeonato Nacional Juvenil Feminino, sendo o primeiro campeonato do Instinct em apenas três anos de fundação. Na jornada seguinte foi vice-campeã nessa mesma competição e categoria, desta vez realizada em Ohio, também contribuiu para Instinct 18 Lions alcançar um grande feito.
Na jornada 2012-13 concentrou seu trabalho  no Instinct 12 Lynxes, alcançando grande evolução classificando para o “Golden Bracket” do Campeonato Nacional da Amateur Athletic Union (AAU).Ela é bem conhecida como “clínica” e palestrou para mais de 150 técnicos em diversas ocasiões, sendo em 2012 principal palestrante na AVCA (Associação Americana de Técnicos de Voleibol), na ocasião da semifinal do NCAA-National Collegiate Athletic Association em San Antonio.

## Títulos e resultados
- Jogos Olímpicos de Verão:1992[2][21]
- Troneio Pré-Mundial:1997[3]
- Grand Prix:1993[3]
- Copa Hong Kong:1991[3]
- Copa Internacional de Tóquio:1986[3]
- Copa Internacional de Tóquio:1992[3]
- Torneio Internacional dos Estados Unidos:1986[3]
- Copa Saravia:1992[3]
- Torneio Internacional de Havana: 1992[3]
- Torneio Internacional da Alemanha Oriental:1990[3]
- Copa Internacional Chinilin:1990[3]
- Copa Internacional de Reggio Calabria:1990[3]
- Torneio Internacional da Europa:1987[3]
- Liga Nacional:1988-89, 1989-90, 1990-91, 1992-93[1][8][9]
- Superliga Brasileira A:1996-97[29]
- Superliga Brasileira A:1997-98[29]
- Liga A1 Italiana: 1999-00[41]
- Supercopa Italiana: 1999-00[40][41]
- Jogos Abertos do Interior de São Paulo:1991,1993[18]
- Jogos Regionais de São Paulo:1991,1993[18]
- Campeonato Paulista:1985,1986,1989,1990,1991,1993[3]
- Campeonato Paulista:1987 e 1999[3]
- Campeonato Paulista:1997[3]
- Campeonato Goiano:1982 e 1984[3]
- Campeonato Goiano:1981 e 1983[3]

## Premiações individuais
- Melhor Líbero da Liga dos Campeões da Europa de 1999-00[3]
- MVP do Torneio de Macaé de 1998 [3]
- Melhor Defesa do Torneio Pré-Mundial de 1997 [3]
- MVP da Superliga Brasileira A de 1996-97[3]
- Melhor Sacadora do Campeonato Sul-Americano de Clubes de 1997[3]
- MVP do Grand Prix de 1993[3]
- MVP da Liga Nacional de 1992-93[3]
- Melhor Recepção do Campeonato Mundial de Clubes de 1992[3]
- Melhor Sacadora da Copa Internacional de Hong Kong de 1991 [3]
- Melhor Atacante do Campeonato Paulista de 1991[3]
- MVP da Liga Nacional de 1988-89[3]
- Revelação da Copa Internacional de Tóquio de 1986[3]
- MVP do Campeonato Brasileiro de 1985[3]
- MVP do Campeonato Goiano de 1984[3]
- MVP do Campeonato Goiano de 1982[3]
- Revelação do Campeonato Goiano de 1981[3]